# Лајонс (Пенсилванија)
Лајонс (енгл. Lyons) град је у америчкој савезној држави Пенсилванија.

## Демографија
По попису из 2010. године број становника је 478, што је 26 (-5,2%) становника мање него 2000. године.
| Група             | 2000.       | 2010.       |
| Белци             | 487 (96,6%) | 460 (96,2%) |
| Афроамериканци    | 5 (1,0%)    | 4 (0,8%)    |
| Азијати           | 1 (0,2%)    | 4 (0,8%)    |
| Хиспаноамериканци | 6 (1,2%)    | 9 (1,9%)    |
| Укупно            | 504         | 478         |